# It's Alright, Ma (I'm Only Bleeding)
It's Alright, Ma (I'm Only Bleeding) är en låt skriven och framförd av Bob Dylan, släppt först på albumet Bringing It All Back Home 1965 men spelades på konserter redan 1964.
I denna femton verser långa låt (den längsta på albumet) pratar Dylan nästan ut orden. Den börjar med orden "Darkness at the break of noon" vilket har jämförts med boken Darkness At Noon från 1940 som handlar om apokalypsen. Men texten har nog egentligen ingen handling utan är bara en syn på världen från Dylans håll. Inom bl.a. politik och religion berättar han hur allting ligger till och man ser ibland tecken på ironi i texten ("And if my thought-dreams could be seen / They'd probably put my head in a guillotine"). Men låten präglas också av moraler och i nästan varje vers kan man hitta rader som blivit citerade. Låten är i helhet ganska mörk men i varje refräng ser man tecken på hopp, speciellt i den sista raden på sista refrängen ("It's alright, ma, it's life and life only").
Roger McGuinn gjorde en känd cover på låten 1969 och kom med på soundtracket till Easy Rider.
Raden "Money doesn't talk, it swears" från låten blev inskriven i  The Oxford Dictionary of Quotations och "He not busy being born is busy dying" användes i Jimmy Carters avgörande tal om hans plats som president.

## Album
- Bringing It All Back Home - 1965
- Before the Flood - 1974
- At Budokan - 1978
- The 30th Anniversary Concert Celebration - 1993
- The Bootleg Series Vol. 6: Bob Dylan Live 1964, Concert at Philharmonic Hall - 2004